# Elgol
Elgol, schottisch-gälisch: Ealaghol, ist ein im Süden der schottischen Atlantikinsel Skye gelegenes Crofter- und Fischerdorf mit etwa 150 Einwohnern (Stand 2001). Wie in den meisten anderen Ortschaften auf der zu den Inneren Hebriden gehörenden Insel in den schottischen Highlands ist mittlerweile auch in Elgol der Tourismus eine weitere Haupteinnahmequelle der Bewohner.

## Namensherkunft
Überlieferungen zufolge leitet sich der Name „Elgol“ von einer Schlacht ab, die Aella, ein Gefolgsmann von Vortigern, gegen die Schotten und Pikten führte und mit „Aella-gol“ bezeichnet wurde.
Andere Erzählungen berichten davon, dass sich der Name aus einer nordischen Sprache ableitet und von den Wikingern eingeführt wurde, besonders da in dieser Region der ansonsten gälischsprachigen Insel Skye Namen mit nicht-gälischem Ursprung oder Hintergrund verbreitet sind.
| \| Elgol \|             |
| Lage von Elgol auf Skye |
| Elgol                   |

## Geografie und Zufahrt
Elgol liegt an der Küste des Atlantiks und dem unmittelbar dahinter liegenden Berghang auf der Halbinsel Strathaird. Das bergige Gelände der Cuillin-Hills-Ausläufer in der Umgebung ist vor allem durch Grasflächen geprägt. Der Ort liegt im südwestlichen Teil der Civil parish Strath.
Die wenigen Wohnhäuser stehen entlang der letzten drei Kilometer der einzigen Zufahrtsstraße (B8083). Die als einspurige Asphaltstraße („Single Track Road“) ausgebaute Route führt von der nächsten größeren Ortschaft Broadford aus über rund 23 Kilometer, an mehreren Siedlungen vorbei nach Elgol und quert dabei Weidefläche für Schafe und Kühe, weshalb die Straße mehrfach mit Viehgittern versehen ist.

## Tourismus
Elgol ist oft gerade wegen seiner Abgeschiedenheit ein Ziel für Urlauber. Mehrere Wanderrouten, zum Beispiel entlang der Küste, starten oder enden in der Ortschaft. Vom Hafen Elgols aus sind zudem Bootstouren zum Loch Coruisk möglich, bei denen oft auch wilde Tiere, wie zum Beispiel Seehunde und Delfine beobachtet werden können.